# Christine Feldthaus
Christine Feldthaus (født 9. november 1962 på Frederiksberg) er en dansk erhvervskvinde, foredragsholder og tv-vært, der er mest kendt fra livsstilsprogrammerne Kender du typen? og for So F***ing Special, begge på DR1.
Feldthaus er opvokset i Sønderborg, og er uddannet lægesekretær. I 1985 flyttede hun til København, hvilket blev begyndelsen på en lang karriere i reklamebranchen, hvor hun er autodidakt. Først blev hun tilknyttet Bates som kontaktsekretær, men kom i 1986 til bureauet J. Walther Thompson som kontaktassistent. Allerede året efter vendte hun tilbage til Bates som projektleder og direktionsassistent, og blev i 1995 kontaktchef. I 1997 sprang hun til en stilling som kontaktdirektør på Young & Rubicam. Siden 2004 har hun været selvstændig med kommunikations- og foredragsvirksomheden Feldthaus & Mand. 
Christine Feldthaus sidder i bestyrelsen for Energifonden. I 2008 udgav hun bogen Feldthaus skruer ned – en dagbog om at spare på miljøet, og hun har arbejdet på en række andre bøger.
Privat har hun siden 1994 været bosiddende i Vanløse.